# Visutý ledovec

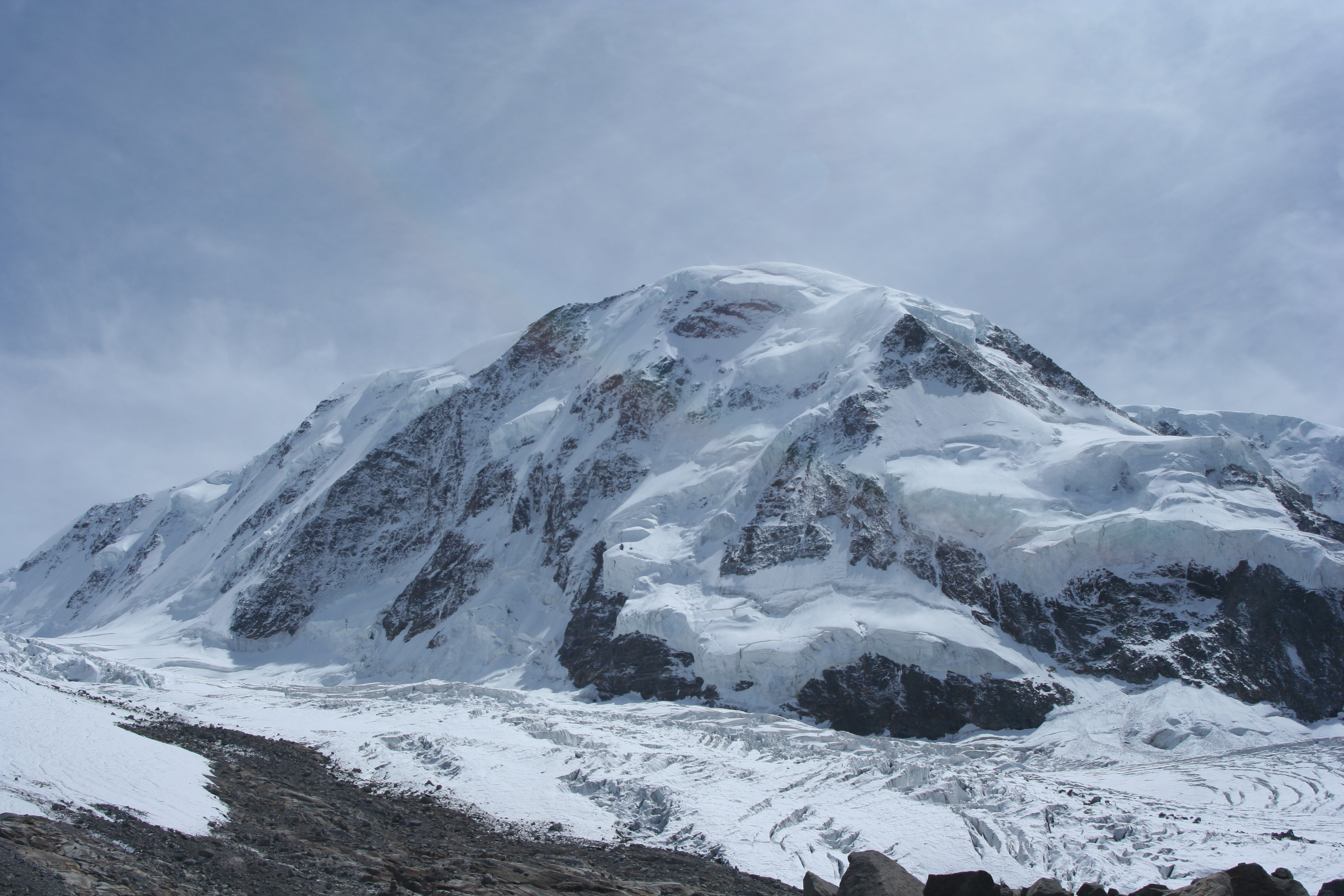
Visuté ledovce na Lyskammu ve Waliských Alpách na pomezí Itálie a Švýcarska

Visutý ledovec (také visící ledovec z anglického hanging glacier) je ledovec, jenž vzniká vysoko na svahu ledovcového údolí a mívá krátký splaz, který končí na okraji terénního srázu ve formě útesu.
Pohybem visutého ledovce se z jeho čela ulamují seraky. Visutý ledovec tak může ledopádem souvisle přecházet v ledovec údolní, nebo odlomené kusy padají dolů jako ledová lavina.

## Ohrožení
Pád laviny ledu a kamení z visutého ledovce Kolka poblíž hory Džimara na Kavkaze byl příčinou kolko-karmadonského sesuvu, který v roce 2002 zahubil 125 lid z vesnice Nižnyj Karmadon a okolních sídel v Severní Osetii.
V roce 2019 musela být preventivně vystěhována část domů v údolí Val Ferret, náležejících k severoitalské obci Courmayeur, které jsou ohrožovány možným pádem části ledovce Planpincieux, visícího na jižních svazích masívu Grandes Jorasses. Na počátku srpna 2020 se v ledovci Planpincieux vytvořila velká trhlina a v části obce Courmayeur pod ním muselo být znovu evakuováno na sedm desítek lidí.